# Adresseavisen (Trondheim)

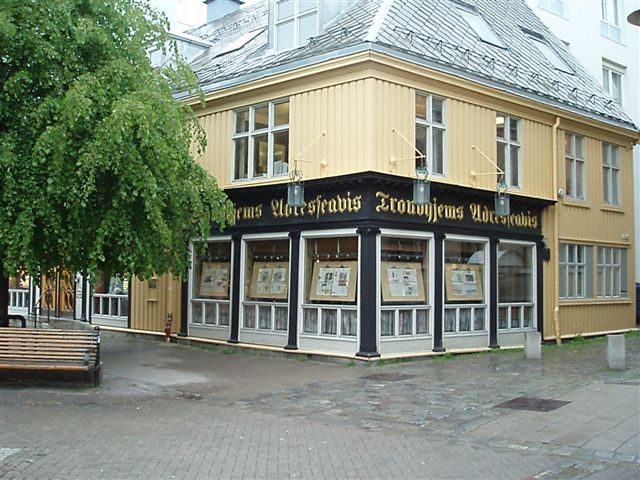
Ehemaliges Redaktionsbüro in Trondheim

Adresseavisen ist Norwegens älteste Tageszeitung. Sie erscheint in Trondheim und wurde am 3. Juli 1767 unter dem Namen Trondhiems Adresse-Contoirs Efterretninger erstmals herausgegeben. Ihren heutigen Namen nutzt die Zeitung seit 1927.
Die größten Teilhaber an der Zeitung sind die Schibsted ASA (34,3 %), Orkla Media AS (18,7 %) und Must Invest AS (17,9 %). Seit 2017 ist Kirsti Husby zuständige Chefredakteurin. Zuvor war Arne Blix von 2006 bis 2015 Chefredakteur sowie Tor Olav Mørseth von 2015 bis 2017.

## Auflage
- 2001: 86.389
- 2002: 86.511
- 2003: 86.570
- 2004: 84.922
- 2005: 79.070
- 2006: 79.130
- 2007: 79.789
- 2008: 77.044
- 2009: 75.835
- 2010: 73.434[1]